# سوزان شيرمان
سوزان شيرمان (بالإنجليزية: Susan Sherman)‏ هي محرِّرة ورئيسة تحرير ومنتجة تلفزيونية وكاتبة سيناريو وكاتِبة وشاعرة أمريكية، ولدت في 10 يوليو 1939 في فيلادلفيا في الولايات المتحدة.

## وصلات خارجية
- الموقع الرسمي
- سوزان شيرمان على موقع IMDb (الإنجليزية)
- سوزان شيرمان على موقع قاعدة بيانات الفيلم (الإنجليزية)